# Fonofobia
Fonofobia (gr. phōnē, phōnēma 'dźwięk, głos') – lęk przed głośnym dźwiękiem. Objawy tej fobii to m.in. irytacja z powodu niektórych dźwięków i strach przed własnym głosem. W skrajnych przypadkach fobia ta prowadzi do mizofonii, czyli nienawiści do dźwięku.
Leczenie fonofobii polega na stopniowej desensytyzacji, która jest prowadzona także przy innych formach fobii prostych.